# グレネード
グレネード（英語: grenade、擲弾）は、比較的近距離の人員・資材・装甲車両などを攻撃するため、弾頭に炸薬または化学剤を充填した飛翔体。狭義には小銃または擲弾発射器で投射するものを指し、手で投擲するものは手榴弾として区分される。

## 擲弾
擲弾は、元々は投擲して用いる爆弾の意味であり、擲弾兵が投げるものを指したが、手で投擲するものは一般に手榴弾と呼ばれるようになり、擲弾は投射器を使用して遠くへ飛ばすものを指すようになった。
「擲」が常用漢字に含まれていないため、自衛隊の装備品の名称では「てき弾」と表記される。

## 歴史
中国の宋時代に黒色火薬を陶器や金属の入れ物に詰めて使われる兵器が誕生し、現在の手榴弾の原型となった。元寇で使われたてつはうもその流れを汲む。
14世紀の書籍には、茶碗ほどの大きさの球状の鉄に火薬を詰めて敵陣に投射する「飛雲落雷砲（フェイユンピーライパオ）」なる兵器が使われた記録がある。
「グレネード」という英語名の兵器が生まれたのは、17世紀のイギリスにおける名誉革命のことである。この兵器は黒色火薬が詰まったクリケットのボールほどの大きさの鉄球で、ゆっくり燃える導火線をつかって点火された。
19世紀にアメリカで起こった南北戦争では、南軍、北軍ともにハンドグレネード（手投げ弾）を装備し、このとき使われたのは着弾の衝撃で爆発するタイプのものだった。
20世紀に入り、小銃の銃口にグレネードを装着し飛距離を伸ばすライフルグレネード（小銃擲弾）が登場した。そのはしりとなった兵器は大日本帝国海軍の砲術長であった秋沢芳馬が開発した小銃擲弾で、日露戦争における旅順港閉塞作戦に投入された。ライフルグレネードはすぐにスペインやフランスに模倣され、第一次世界大戦の塹壕戦で全ての戦域において使用された。
2度の世界大戦で擲弾は広く用いられ、擲弾の投射専用に擲弾銃が開発された。また、重機関銃の機構を応用したものや、リボルバーに似た機構の、連射式のオートマチック・グレネードランチャーが生まれた。
初期のライフルグレネードは、手榴弾に棒を付けただけのものだったが、現在のライフルグレネードや擲弾銃には専用の弾が使われ、「グレネード弾」や「擲弾」と呼ばれる。

## 擲弾
擲弾は、弾体に投射のための発射薬を加えて一体とし、銃弾や砲弾のように薬莢に収めたものである。高低圧理論によって発射薬の圧力を徐々に解放することで発射筒を簡易に済まし、反動も小さくしている。
着弾時の衝撃によって起爆する着発信管や、発射後一定時間で起爆する時限信管、建物の薄い壁を貫通後に室内で爆発する遅延信管などを備え、用途により使い分けられる。発射時の衝撃で手元で爆発しないように安全装置があり、最低有効射程がある。

### 弾頭
- 対人榴弾
- 多目的榴弾
- 散弾：多数の金属粒を飛散させる
- フレシェット弾：小さな金属の矢のようなものを多数飛散させる
- 焼夷弾
- 発煙弾
- 催涙弾
- ゴム弾
- スポンジ弾
- 照明弾

#### エアバースト弾
空中炸裂弾、知能化弾やスマート弾などとも呼ばれる。2000年代以後に次世代の歩兵携行火器を目指して米国のOICW計画によるXM29複合小銃等が開発された。発射機側に備わった射撃統制装置により、精確な測距に基づいて弾頭信管の起爆時期を設定し、標的の至近で炸裂させる。主に弾着の衝撃による着発信管を用いる通常のグレネードと比べ殺傷効率が高く、遮蔽物の影にいる標的も攻撃できる。XM29は重量過大などから開発中止されたが、ランチャー単体型としたXM25 IAWSは実戦での試験運用でも前線からは高い評価を得た。韓国も影響を受けてK11複合型小銃を開発した。しかし原理上、起爆距離の正確性を得るには現行のグレネードよりも高初速が必要で、反動や重量の問題から口径を縮小せざるを得なかった（XM29やK11は20mm、XM25は25mm）ため破壊力では劣り、費用対効果が見合わないものとして2010年代以後装備化は中止されている。

### 口径
以下、グレネード弾の代表的な口径を紹介する。
40x46mm
西側の歩兵携帯用（単発式・回転弾倉式・アドオン式）グレネードランチャーで一般的な口径。
40x53mm
西側のオートマチックグレネードランチャー（グレネードマシンガン）で使用される口径。弾頭自体は40x46mm弾のそれと互換性がある。発射薬が多い分初速が向上しているが、反動も強くなっているので個人携帯用火器には不向き。
40mmケースレス
ソ連でGP-25用に開発されたグレネード弾。薬莢は無く、弾頭後端部分から推進ガス噴出口をもつなど、ロケット弾に近い特性を持つ。
このグレネード弾は、発射器の砲口部から装填するように設計されており、グレネード弾本体には発射器のライフリングにかみ合わせるための突起が突き出ている。
30x29mm
ソ連でAGS-17用に開発されたグレネード弾。こちらは連射するという特性上、薬莢をもつ。

## 画像

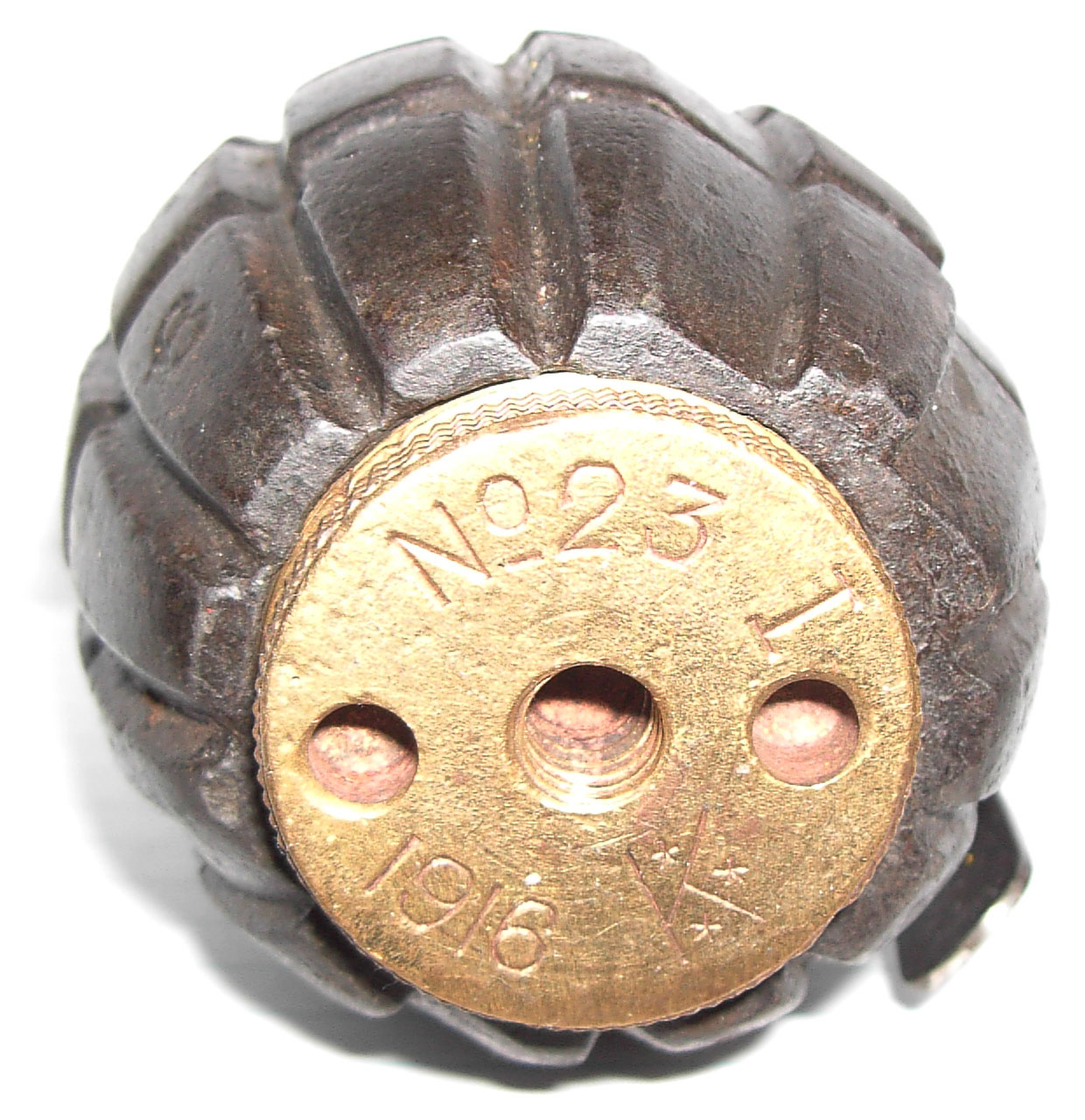
ミルズ手榴弾No.23 Mk IIの底部。中心のねじ穴はライフルグレネードとして使う際の補助部品を取り付けるためのもの
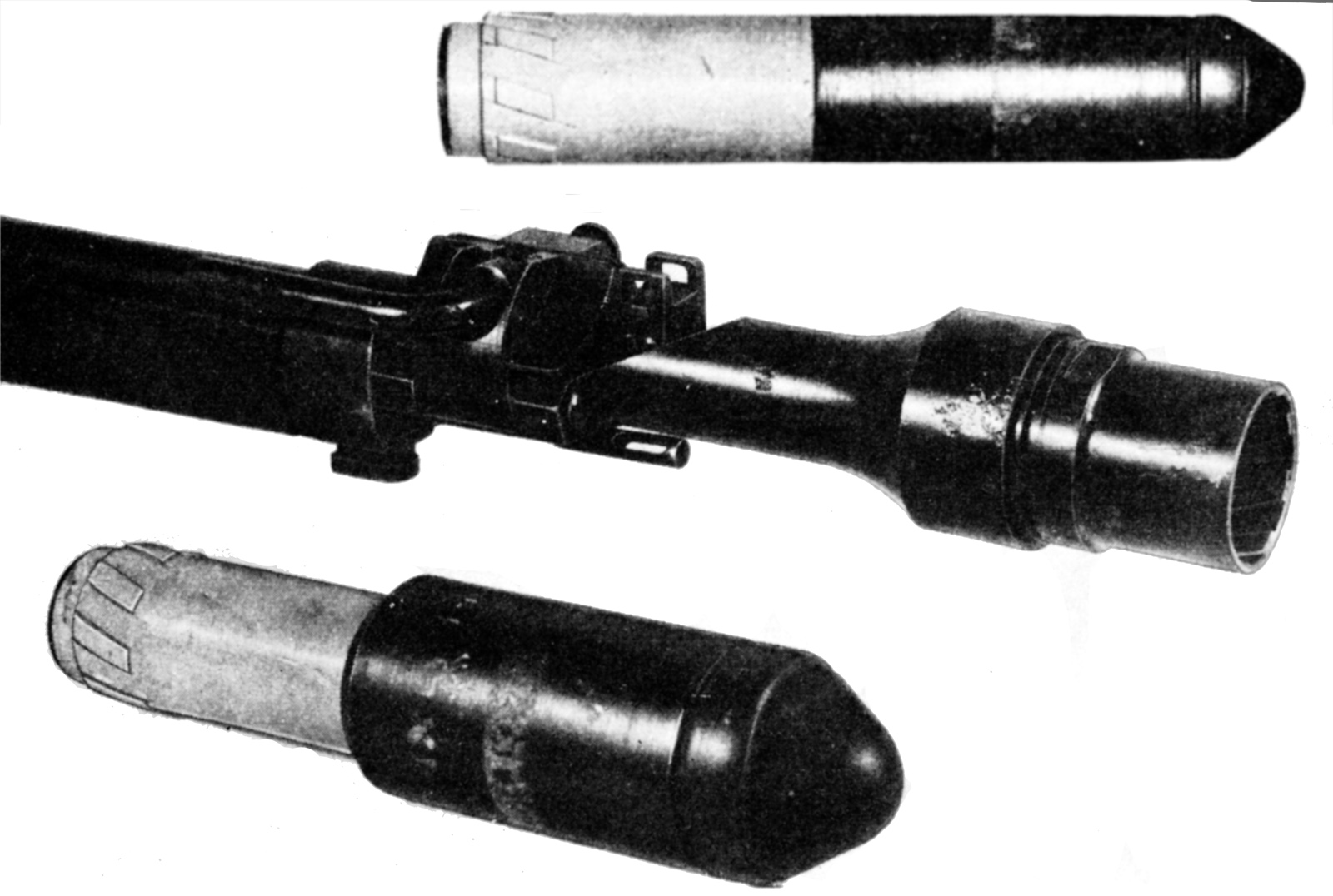
二式擲弾器とグレネード。ライフルグレネードの一種である
40mmx53グレネード弾（対人・対装甲両用弾）の内部図解
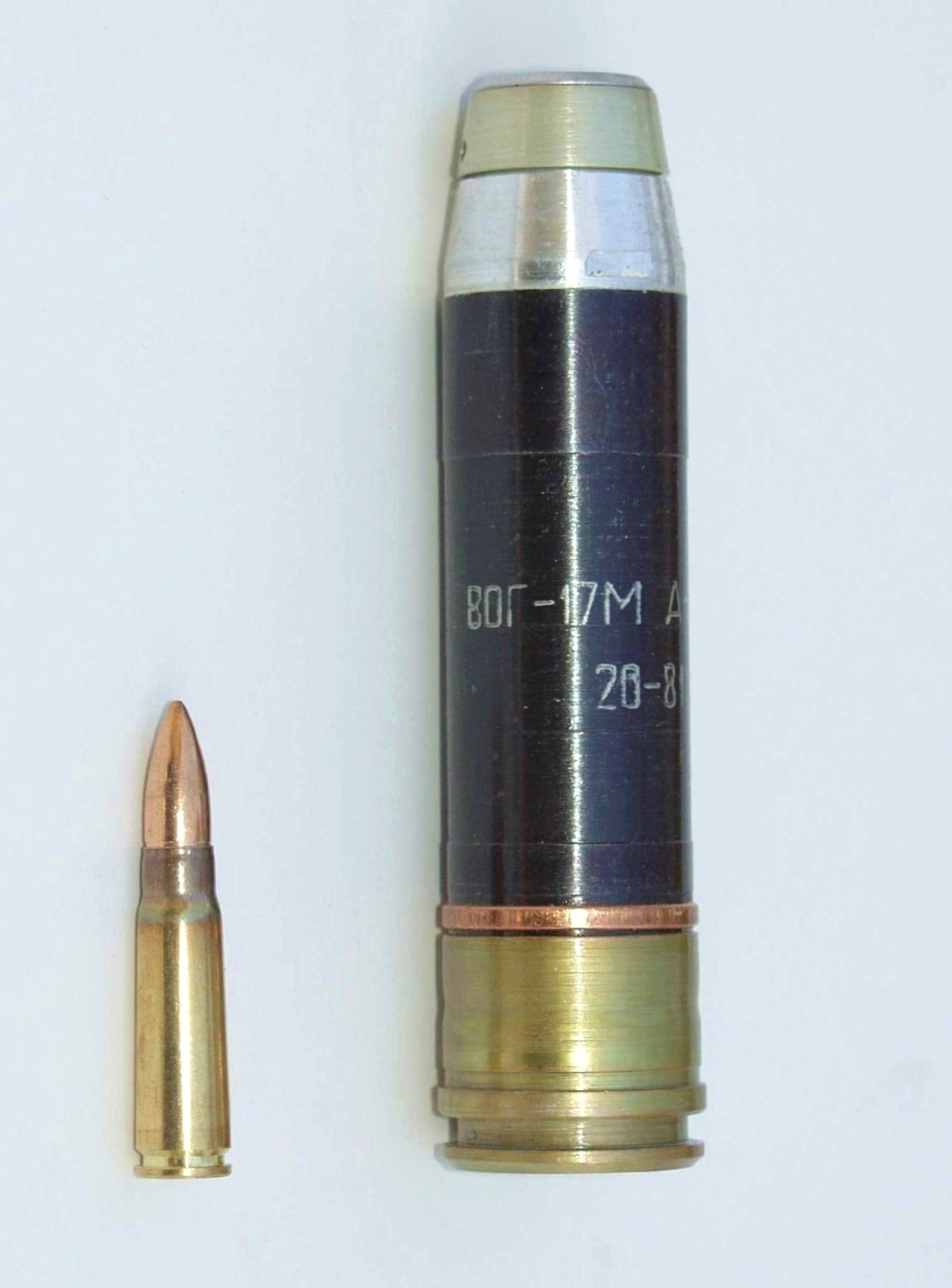
AGS-17用の30mmグレネード弾、VOG-17M（ВОГ-17М）。左の弾丸は小銃用の7.62x39mm弾
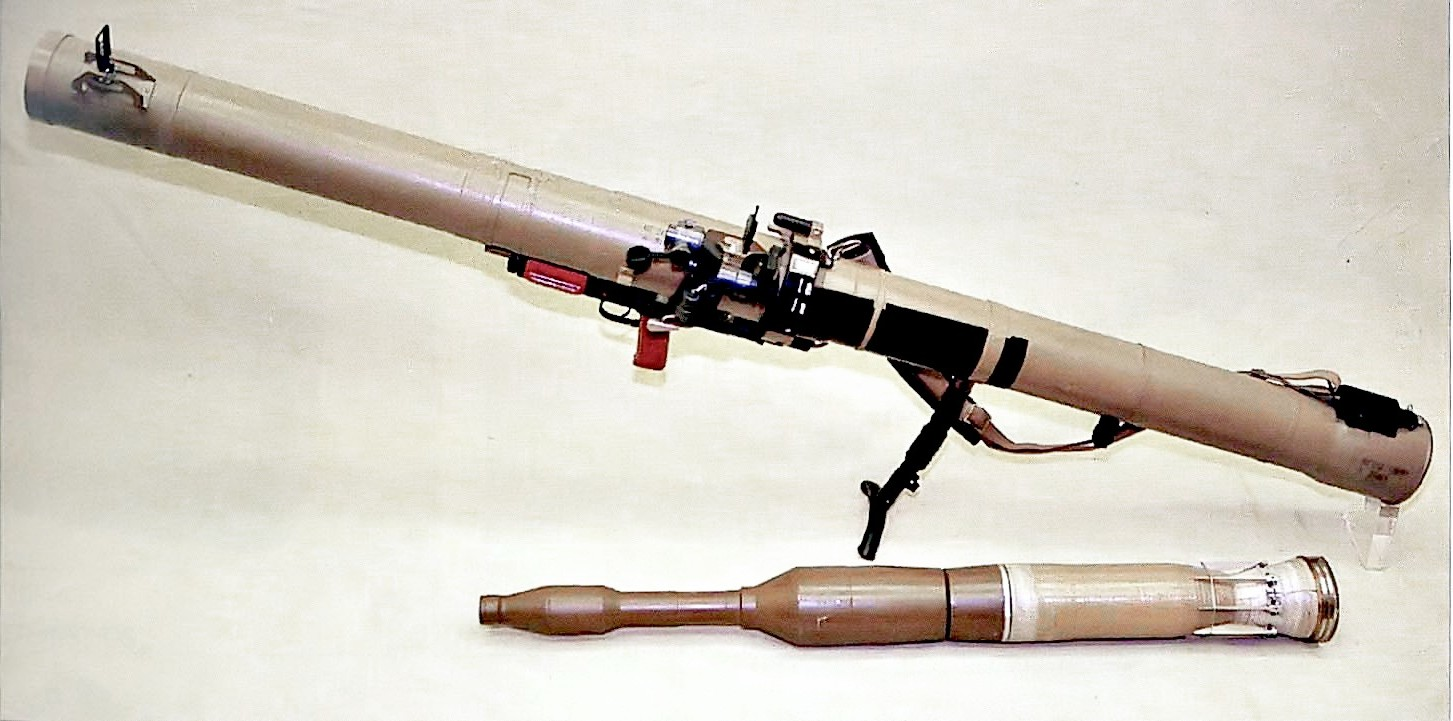
RPG-29とRPG-29V弾頭。グレネードの名が付いているがロケット弾に近い
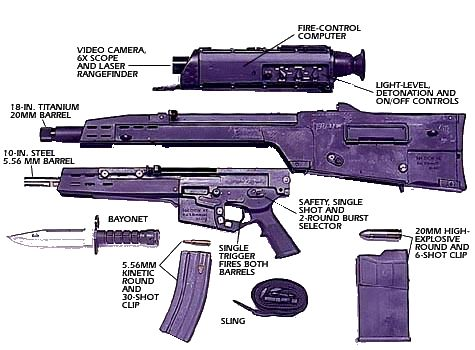
XM29 OICWの構成モジュール分解図。右下に20mm擲弾および弾倉